# Benito Juárez Segundo, Tamiahua
Benito Juárez Segundo är en ort i Mexiko.   Den ligger i kommunen Tamiahua och delstaten Veracruz, i den sydöstra delen av landet, 270 km nordost om huvudstaden Mexico City. Benito Juárez Segundo ligger 22 meter över havet och antalet invånare är 177.
Terrängen runt Benito Juárez Segundo är platt. Runt Benito Juárez Segundo är det ganska tätbefolkat, med 166 invånare per kvadratkilometer. Närmaste större samhälle är Naranjos, 12,1 km väster om Benito Juárez Segundo. Trakten runt Benito Juárez Segundo består till största delen av jordbruksmark.